# Історична археологія
Історична археологія — форма археології, яка має справу з місцями, речами та проблемами минулого чи сьогодення, коли культурний матеріал можуть інформувати та контекстуалізувати письмові записи та усні традиції. Ці записи можуть як доповнювати, так і суперечити археологічним доказам, знайденим на певному місці. Дослідження зосереджуються на писемних спільнотах історичного періоду на відміну від неписьменних доісторичних спільнот. Хоча вони, можливо, і не створювали записи, життя людей, для яких існувала невелика потреба в письмових записах, таких як робітництво, раби, наймані працівники та діти, але які живуть в історичний період, також може бути предметом дослідження. Об'єкти знаходять на суші та під водою. Промислова археологія, якщо вона не практикується на промислових об'єктах доісторичної епохи, є формою історичної археології, що зосереджується на залишках і продуктах промисловості та індустріальної епохи.

## Визначення
Відповідно до загального визначення, наведеного тут на основі методологічних і теоретичних аспектів, класична археологія або єгиптологія, а також середньовічна археологія є дисциплінами історичної археології. Однак на практиці — переважно в Америці — історична археологія відноситься до сучасного періоду після 1492 року, який в Європі часто називають постсередньовічною археологією.

## Видатні історичні археологи
- Джуді Бірмінгем
- Джон Л. Коттер
- Джеймс Дітц
- Джей Сі Гарінгтон
- Айвор Ноель Юм
- Марк П. Леоне
- Стенлі Південь

## Подальше читання
Дітц, 1991:1
- Connah, Grahame. 1988 «Of the hut I builded» The archaeology of Australia's history. Cambridge: Cambridge University Press.
- Deetz, James (1991). "Archaeological Evidence of Sixteenth and Seventeenth-Century Encounters," in Historical Archaeology in Global Perspective, ed. Lisa Falk. Washington, D.C.: Smithsonian Institution Press.
- Deetz, James (1996). In Small Things Forgotten: An Archaeology of Early American Life. New York: Anchor.
- Hume, Ivor Noël (1968). Historical Archaeology: A Comprehensive Guide for Both Amateurs and Professionals to the Techniques and Methods of Excavating Historical Sites. New York: Knopf.
- Orser., Charles E. Jr. (2002). Encyclopedia of Historical Archaeology. London and New York: Routledge.
- Orser, Charles E. Jr. (2004). Historical Archaeology. Upper Saddle River, New Jersey: Pearson Education, Inc.
- M. Hall and S. Silliman (eds.) 2006. Historical Archaeology. Oxford: Blackwell.
- Hicks, Dan and Mary C. Beaudry (eds) (2006). The Cambridge Companion to Historical Archaeology. New York: Cambridge University Press.
- South, Stanley (1977). Method and Theory in Historical Archaeology. Academic Press.
- Majewski, Teresita; Gaimster, David (2009). International handbook of historical archaeology. New York: Springer.